# (630) Эвфимия
(630) Эвфимия (лат. Euphemia) — астероид главного пояса, который принадлежит к спектральному классу S и входит в состав семейства Эвномии. Он был открыт 7 марта 1907 года немецким астрономом Августом Копффом в Гейдельбергской обсерватории и назван в честь христианской святой Евфимии Всехвальной.

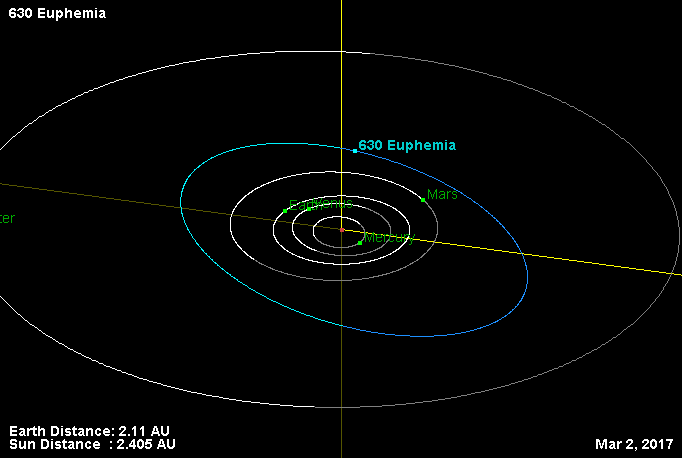
Орбита астероида Эвфимия и его положение в Солнечной системе

Фотометрические наблюдения, проведённые в 2012 году в обсерватории Palmer Divide, позволили получить кривые блеска этого тела, из которых следовало, что период вращения астероида вокруг своей оси равняется 79,18 ± 0,02 часам, с изменением блеска по мере вращения 0,2 ± 0,02 m.